# La noche de los cien pájaros
La noche de los cien pájaros es una obra de teatro en dos actos de Jaime Salom estrenada en 1972.

## Argumento
Adrián es un joven que abandona sus estudios universitarios para contraer matrimonio con su novia Juana, si bien su estatus social se mantiene en un nivel por debajo del que aspiraba. Transcurridos 20 años, Adrián conoce a una pintora y comienza a pensar que su boda ha sido un gran error.

## Representaciones destacadas
- Teatro Marquina, Madrid, 28 de noviembre de 1972. Estreno
  - Dirección: José María Loperena.
  - Intérpretes: Luis Prendes, Queta Claver, Álvaro de Luna, Antonio Vico, Elisa Montés, Manuel Torremocha, luego sustituido por Manuel Alexandre.
- Cine (La noche de los cien pájaros), (España, 1976).
  - Dirección: Rafael Moreno Alba y Rafael Romero Marchent.
  - Intérpretes: Javier Escrivá, Florinda Chico, Carmen Sevilla, José Luis Garci, Ágata Lys.
- Televisión (Estudio 1, TVE, 26 de abril de 1982).
  - Intérpretes: Luis Fenton, Rosa María Sardá, Carmen Elías, Amparo Moreno.